# Antoni Codorniu
Antoni Codorniu (Barcelona, 1699 - Ferrara, Estats Pontificis, 1770) fou un eclesiàstic i filòsof català. Membre de la Companyia de Jesús des de 1719, va ser deixeble de Josep Finestres. Assolí gran fama com a predicador de pensament escolàstic obert. Exiliat a Itàlia el 1767, a causa de l'expulsió dels jesuïtes, publicà obres on manifesta una voluntat renovadora de la teologia: Dolencias de la crítica (1760), Índice de la filosofia moral cristiano-política... (1746), etc.. Els seus sermons són recollits a El predicador evangélico (1740) pel seu company també jesuïta, Onofre Pratdesaba.